# Johann Daniel Hofacker
Johann Daniel Hofacker (* 1788 in Worms; † 1828 in Tübingen) war ein deutscher Tierarzt. Hofacker wurde bekannt über seine Forschungen über die Geschlechterverteilung bei Neugeborenen. Nach ihm wurde die sogenannte Hofacker-Sadler Hypothese benannt.

## Leben und Werk
Hofacker hatte an der Universität Tübingen studiert. Ab 1814 bekleidete er dort eine Professur für Tierheilkunde. Er hatte mehrere wissenschaftliche Aufsätze zu unterschiedlichen Themen publiziert. Schwerpunkt seiner Arbeit war die Behandlung von Krankheiten bei Pferden. Bei seinen Untersuchungen stellte er die Beobachtung auf, dass bei einem hohen Altersunterschied von Vater und Mutter als Kinder überwiegend Söhne geboren wurden.

## Veröffentlichungen (Auszug)
- Dissertatio inauguralis medica de notione pathologica rhevmatis.  Tübingen 1810
- Ueber die Eigenschaften, welche sich bei Menschen und Thieren von den Eltern auf die Nachkommen vererben, mit besonderer Rücksicht auf die Pferdezucht
- Lehrbuch über die gewöhnlichen allgemeinen Krankheiten des Pferdes, Rindviehes, Schaafes, Schweines, Hundes, und über die Heilung und Verhütung derselben : nebst einem Anhange von Recepten : zum Gebrauche bey Vorlesungen, und zum Selbstunterrichte für Aerzte, besonders Sanitätsbeamte, Landwirthe und Viehbesitzer (1823)
- Über das Stethoscop : ein treffliches Mittel zur Erkennung der Krankheiten des Herzens und der Lungen, hauptsächlich der Lungenschwindsucht (1826)